# Malokosteantînivka, Perevalsk
Malokosteantînivka (în ucraineană Малокостянтинівка) este un sat în așezarea urbană Buhaiivka din raionul Perevalsk, regiunea Luhansk, Ucraina.

## Demografie
Componența lingvistică a localității Malokosteantînivka
     Ucraineană (67,11%)
     Rusă (32,89%)
Conform recensământului din 2001, majoritatea populației localității Malokosteantînivka era vorbitoare de ucraineană (67,11%), existând în minoritate și vorbitori de rusă (32,89%).